# Kik Pierie
Kik Pierie (ur. 20 lipca 2000 w Bostonie) – holenderski piłkarz grający na pozycji obrońcy w FC Twente, do którego jest wypożyczony z AFC Ajax.

## Lata młodości
Urodził się w Bostonie, gdzie jego rodzice, Jean-Pierre i Daniëlle, mieszkali wówczas ze względu na studia i pracę Jean-Pierre’a, z zawodu chirurga. Trzy miesiące po jego urodzeniu rodzina wróciła do Holandii i zamieszkała w Zeist, a cztery lata później przeniosła się do Leeuwarden. Kik Pierie ma podwójne obywatelstwo – amerykańskie i holenderskie. Ma dwóch braci, starszego Stijna i młodszego Takego, którzy również trenowali w SC Heerenveen.

## Kariera klubowa
Rozpoczął karierę w LAC Frisia 1883, z którego w 2006 roku trafił do SC Heerenveen. We wrześniu 2015 podpisał kontrakt z tym klubem. 17 maja 2017 zadebiutował w pierwszej drużynie w spotkaniu z FC Utrecht (przegranym przez jego zespół 1:3), a cztery miesiące później przedłużył umowę z klubem o trzy lata. W kwietniu 2019 podpisał pięcioletni kontrakt z AFC Ajax obowiązujący od 1 lipca 2019.

## Kariera reprezentacyjna
Młodzieżowy reprezentant Holandii.